# شیاوگان
شیاوگان (به لاتین: Xiaogan) یک شهر مرکزی در جمهوری خلق چین است که در هوبئی واقع شده‌است.

## خصوصیات
شیاوگان ۸٬۹۲۲٫۷۲ کیلومترمربع مساحت و ۴٬۸۱۴٬۵۴۲ نفر جمعیت دارد.

## خواهرخوانده
شهر برست، بلاروس خواهرخواندهٔ شیاوگان هست.